# Рябиновка (Тамбовская область)
Рябиновка — упразднённый посёлок в Сосновском районе Тамбовской области России. Входил в состав Зелёновского сельсовета. Ныне урочище.

## География
Расположен в пределах Окско-Донской равнины, в западной части района, в трёх километрах от посёлка Новая Павловка.
Климат
Рябиновка находится, как и весь район, в умеренном климатическом поясе, и входит в состав континентальной климатической области Восточно-Европейской равнины. В среднем в год выпадает от 350 до 450 мм осадков. Весной, летом и осенью преобладают западные и южные ветра, зимой — северные и северо-восточные. Средняя скорость ветра 4-5 м/с.

## История
Рябиновка был образована после 1928-29 гг., судя по отсутствию данных в статистических данных.
Во время коллективизации в посёлке был создан колхоз «Советский путь». Позднее Рябиновка вошла в состав колхоза «Коминтерн» (центр — посёлок Новая Павловка).
Упразднена между 1971 и 1982 годами, судя по упоминанию посёлка среди избирательных участков по выборам в Верховный Совет РСФСР.

## Население
Фамилии местных жителей: Болдыревы, Григорьевы, Капичниковы, Панины, Перегудовы, Селивановы, Щетинины. Они указывают на то, что Рябиновку основали переселенцы из села Малые Пупки (Подлесное).

## Инфраструктура
По состоянию на 1946 год в посёлке находилась начальная школа.

## Транспорт
Просёлочные дороги.